# Torreóni csata (1916)
Az 1916. december 21-től 23-ig tartó torreóni csata a mexikói forradalom egyik ütközete volt, ahol a Pancho Villa vezette csapatok elfoglalták a carranzista erők által védett várost.

## Előzmények
A forradalom 1916-os történetét az északi országrészben az jellemezte, hogy a Chihuahua államban és környékén folyamatosan vándorló Pancho Villa és hol összegyűlő, hol feloszló kisebb-nagyobb csapatai számos kisebb csatát vívtak Venustiano Carranza katonáival. A villisták november végén aratták egyik legnagyobb győzelmüket, amikor sikerült elfoglalniuk Chihuahua városát.
Nem sokáig ünnepelhették azonban a győzelmet: Francisco Murguía és 16 000 embere, kiegészülve több ezer további katonával, Torreónból lassan észak felé haladva közelített Chihuahua felé. Villa érzékelte a hatalmas túlerőt, ezért nem vállalta az összecsapást, inkább kimenekítette csapatait és a zsákmányt a településről, ahova így december 4-én Murguía zavartalanul bevonulhatott. A villisták terve az volt, hogy az elvesztett Chihuahuát „elcseréljék” a szinte őrizetlenül hagyott (legalábbis sokkal kisebb erőkkel védett) Torreónra, ezért délre indultak. Útközben bevették Camargót és Parralt, több vonatot is zsákmányoltak, a sereg pedig folyamatosan bővült. December 20. körül 2500–3000 fő érkezett meg Torreónhoz.

## A csata
A villisták Bermejillón keresztül megközelítették a Torreónnal szomszédos Gómez Palaciót, ahol a carranzista Luis Herrera Juárez nevű brigádja állomásozott, ők azonban azt az utasítást kapták, hogy vonuljanak be Torreónba. Így a várost összesen mintegy 4000-en védték, és csak néhány ágyúval rendelkeztek. A védők gyalogságát Severino Talamantes a város körül osztotta el, míg Fortunato Maycotte lovasaival próbálta bekeríteni a támadókat, ám Lorenzo Ávalos egységei visszakényszerítették őket a városba.
21-én hajnali 5-kor kezdődött el a támadás. Nicolás Fernández a vasút jobb oldalán indított rohamot, és elfoglalta a Calabazas és a La Polvareda csúcsokat, miközben Baudelio Uribe középen nyomult előre. Itt azonban heves ellenállásba ütközött, mintegy 50 emberét megölték, köztük Pancho Villa húgának, Martinának a férjét, Juan Martínezt is, valamint lelőtték Uribe lovát is. Egy harmadik fronton is támadtak a villisták: Eligio Reyes dél felől, az El Pajonas nevű síkság irányából érte el a várost és közelítette meg az Alamedát.
22-én a védők ellentámadást indítottak a Calabazas irányában. Villa José María Jaurrietával és négy társával a helyszínre lovagolt (közben, amíg egy sík területen haladtak át, ágyúzták őket), és személyes jelenlétével sikerült megállítania az ottani harcosok kezdődő szétoszlását és menekülését. Ezután Fernándezt otthagyva ő maga visszatért Gómez Palacióba, és várta a másnapot, amikorra végső támadást tervezett. Este Talamantes és Maycotte úgy vélekedett, Villa szokásához híven éjszaka fog támadni, de nem így történt.
23-án reggel 8-kor kezdődött meg az utolsó támadás, miután Maycotte lovasainak egy része már elmenekült a városból. Talamantes úgy döntött, kivonul Torreónból, ő maga az utolsók között hagyta el a települést. 10 órára teljes volt a villista győzelem. A csata során a védők közül életét vesztette Carlos Martínez tábornok, valamint az Alameda környéki harcokban Luis Herrera is.

## A csata utáni napok
Herrera holttestét saját emberei különböző források szerint vagy a Francia, vagy az Iberia nevű szállodába vitték, ahol a csata után a villisták rátaláltak, majd Eulogio Ortiz rendelkezése alapján felakasztották egy vasútállomás-közeli fára vagy oszlopra. Egy leírás szerint egy villista azt mesélte, hogy a holttest nadrágjának sliccébe egy Carranza-képet, kezébe pedig carranzista bankjegyeket tettek. Martínez tábornok holttestét is megtalálták, de azt nem becstelenítették meg.
Az elmenekülő védők a várostól délre fekvő hegyekben néhány jaki indián harcost otthagytak földbe ásott, egyfajta lövészárokként szolgáló lyukaikban. Őhozzájuk Villa odaküldte néhány jaki származású saját emberét, és meggyőzte őket, hogy ereszkedjenek le a városba. Ott lefegyverezte őket.
A több száz hadifogoly többségét sok korábbi csatával ellentétben ezúttal nem végezték ki, hanem Baudelio Uribe ötlete alapján csak a fülüket vágták le, főként azokét, akik korábban villisták voltak, de átálltak az ellenséghez. A foglyok között volt egy Jesús Salas Barraza nevű gazdálkodó is, akit vagy maga Villa, vagy valamelyik embere agyon akart lőni, ám a golyó, amely átfúrta a fejét, nem ölte meg. A földön fekvő, vérző embert halottnak hitték és otthagyták. Ez a jelenet azért fontos, mert több mint 6 évvel később Barraza volt az egyik résztvevője Villa meggyilkolásának.
A győztesek a zsákmánnyal csak részben voltak elégedettek: rengeteg aranyat és ezüstöt szereztek ugyan, de lőszert, amiből amúgy is hiányt szenvedtek, kevesebbet találtak, mint amennyit a csata során elhasználtak. Villa összehívta a város gazdag iparosait, kereskedőit és gazdálkodóit, és 2 millió peso hadikölcsön nyújtását követelte tőlük, ebből végül 1 milliót tudott behajtani. Ugyancsak begyűjtött 100 000 pesót a helyi spanyol, német és francia lakókra kivetett különadóból.
A vesztes carranzitsák egyik vezére, Talamantes két nappal a csata után, a Saltillo felé vezető úton, az Enconada vasútállomáson öngyilkosságot követett el.